# Пилопригнічення
Пилопригнічення, пилопридушення (рос. пылеподавление, англ. dust suppression; нім. Staubniederschlagung f, Staubbekämpfung f) – комплекс способів і заходів попередження забруднення атмосфери пилом, який виникає внаслідок проведення гірничих робіт. 
Екологічна небезпека викидів карбоновмісного пилу зумовлює необхідність проведення заходів щодо знепилювання шахтних вентиляційних потоків і зниження викидів пилу до атмосфери.

## Загальний опис
Пилопригнічення – зв’язування пилу, що утворюється або вже утворився, і осадження завислого в повітрі пилу за допомогою різноманітних способів і технічних засобів.   
У шахтах
У підземних гірничих виробках П. здійснюється в основному шляхом подачі води або водних розчинів ПАР в зону руйнування вугільного або породного масиву для його зволоження і змочування пилу. Сучасні засоби пилопригнічення можуть забезпечувати зниження концентрації пилу на 98-99%. Для цього використовуються різні технічні засоби: вентилятори-зрошувачі, гідромонітори, пересувні зрошувальні установки. Процес зрошення часто автоматизовано – вода в зону пилоутворення подається тільки під час роботи технологічного обладнання. Зниження інтенсивності пилоутворення може бути досягнуте також за рахунок вдосконалення конструкції гірничої машини і забезпечення раціональних режимів її роботи, а також з урахуванням динаміки взаємодії пилових і диспергованих водних потоків в гравітаційному й електростатичному полях.
Параметри робочих інструментів, виймальних, вантажних і транспортних органів в поєднанні з раціональними режимними параметрами повинні забезпечувати відділення і переміщення копалини з мінімальними питомими енерговитратами і пилоутворенням. 
На кар'єрах
На відкритих гірн. роботах П. здійснюється попереднім просоченням гірського масиву, який підлягає висадженню і екскавації, рідиною через свердловини діаметром 100–160 мм, шурфи і борозни; поливанням внутрішньокар’єрних доріг водою і обробкою гігроскопічними солями, сульфатно-спиртовою бардою, нафтою, бітумами, просоченням універсином. Для цього застосовують зрошувальні установки змонтовані на авто- і залізничному ходу. Під час масового висадження на кар’єрах для зниження пилогазовиділень застосовують: 
- а) зрошення підготовлених до вибуху ділянок (50 – 60 м від межі блоку, який підривається);
- б) використання гідронабійки (зовнішньої, внутрішньої та комбінованої).

Зовнішня гідронабійка включає розміщення над гирлом свердловин укладки висотою 200–230 мм з поліетиленових рукавів P 900 мм і більше з товщиною плівки бл. 0,1 мм. Для кожної свердловини використовують також індивідуальний поліетиленовий резервуар з водою, яку підривають на дек. мілісекунд раніше основного заряду. При витраті води 0,001–0,0015 м3/м3 гірничої маси концентрація пилу в пилогазовій хмарі скорочується на 20–30%. Внутрішня набивка свердловини – це поліетиленовий (товщина 0,2–0,4 мм) рукав діаметром більший за діаметр свердловини на 15 мм і довжиною на всю її неактивну частину. Крім цих заходів та засобів, для пилопридушення використовується зволоження розпушеної гірничої маси в розвалі й екскаваторних вибоях. 
При збагаченні корисних копалин
На дробильно-сортувальних фабриках вода витрачається на пилоподавлення при дробленні корисних копалин, гідрознепилення у вузлах перевантаження гірничої маси,